# Werther (opéra)
Pour les articles homonymes, voir Werther.
Versions successives
- Version pour baryton créée à Saint-Pétersbourg en 1902 par Mattia Battistini

Personnages
- Werther, jeune poète, 23 ans (ténor)
- Albert, fiancé de Charlotte, 25 ans (baryton)
- Le Bailli, 50 ans (baryton)
- Charlotte, fille aînée du bailli, 20 ans (mezzo-soprano)
- Sophie, sa sœur, 15 ans (soprano)
- Schmidt, ami du bailli (ténor)
- Johann, ami du bailli (basse)
- Brühlmann, jeune homme (ténor)
- Kätchen, jeune fille (mezzo-soprano)
- Fritz, Max, Hans, Karl, Gretel, Clara, enfants du bailli (sopranos enfants)

Airs
- « Ô Nature, pleine de grâce » - Werther (acte I)
- « Du gai soleil plein de flamme » - Sophie (acte II)
- Air des lettres « Werther! Qui m'aurait dit - Ces lettres ! » - Charlotte (acte III)
- « Va, laisse couler mes larmes » - Charlotte (acte III)
- Lied d'Ossian « Pourquoi me réveiller ? »  - Werther (acte III)

Werther est un drame lyrique en quatre actes et cinq tableaux de Jules Massenet, sur un livret d'Édouard Blau, Paul Milliet et Georges Hartmann inspiré du roman épistolaire de Goethe, Les Souffrances du jeune Werther. Créé à Vienne le 16 février 1892 dans une traduction allemande de Max Kalbeck, puis dans sa langue originale à Genève le 27 décembre 1892, il est représenté pour la première fois en France à l'Opéra-Comique le 16 janvier 1893.

## Genèse
C'est un projet longtemps médité par Massenet, les premières esquisses datant de 1880. L'essentiel de la composition s'étend entre le printemps 1885 et l'hiver 1886-1887. Peu après, le manuscrit est montré au directeur de l'Opéra-Comique, Léon Carvalho, qui est effrayé par le coup de pistolet et trouve « ce triste sujet sans intérêt » mais il déclare au compositeur : « Nous recauserons. Rien n'est définitif ». Le 25 mai 1887, un incendie détruit la salle Favart, ce qui entraîne l'interruption des représentations à l'Opéra-Comique. Massenet travaille alors essentiellement sur Esclarmonde. Après le succès de Manon, l'Opéra de Vienne pressent Massenet pour lui fournir une nouvelle œuvre. La première de Werther a lieu au Kaiserlich-königliche Hofoper de Vienne en Autriche le 16 février 1892 dans une version en langue allemande de Max Kalbeck.
La création en français a lieu à Genève le 27 décembre 1892,. Son triomphe persuade Carvalho de monter l'œuvre à l'Opéra-Comique. La première y a lieu le 16 janvier 1893 (salle du Châtelet) avec Marie Delna dans le rôle de Charlotte et Guillaume Ibos dans celui de Werther, sous la baguette de Jules Danbé. Malgré le succès critique, le public parisien boude l'ouvrage, contrairement à ceux de Genève, Bruxelles, Chicago, New York, Saint-Pétersbourg, Londres et Milan. Il faut attendre la production d'Albert Carré en 1903 à l'Opéra-Comique pour qu'il s'impose en France. Inscrite au répertoire de l'Opéra de Paris seulement en 1984, Werther est aujourd'hui considéré comme le chef-d'œuvre de Massenet et son opéra le plus personnel[réf. nécessaire]. Les librettistes, Édouard Blau et Paul Milliet ont adapté le roman épistolaire de Goethe, en développant particulièrement le rôle de Charlotte pour en faire un personnage aussi important que le rôle-titre.

## Argument
L'action se déroule sur trois saisons (été, automne, hiver) à Wetzlar, en Hesse dans les années 1780.

### Acte I: La maison du Bailli[8]
En juillet, le bailli de Wetzlar (basse), veuf et père de neuf enfants, fait répéter aux plus jeunes d'entre eux un choral de Noël, au grand amusement de ses amis Schmidt et Johann. Le jeune Werther (ténor), promis à une carrière diplomatique, est sensible au charme rustique de cette demeure (« Ô nature ») et surtout à celui de la fille aînée du bailli, Charlotte (mezzo-soprano). Il tombe amoureux en la voyant s'occuper de ses jeunes frères et sœurs, et désire faire partie de cette merveilleuse famille. Ils partent tous les deux pour le bal, tandis que le bailli va rejoindre ses amis Johann et Schmidt à l'auberge, laissant à Sophie (soprano), sa fille cadette, le soin de veiller sur ses frères et sœurs. Albert (baryton), fiancé de Charlotte, revient à l'improviste d'un long voyage et est accueilli par Sophie. Ils évoquent le prochain mariage et s'en réjouissent ensemble. Werther et Charlotte rentrent alors sous un clair de lune délicatement confié à l'orchestre. Le jeune homme s'abandonne à sa passion (« Rêve, extase ! ») et avoue à Charlotte son amour. Elle est si bouleversée qu'elle en oublie ses fiançailles sous le coup de son attirance pour cet homme extraordinaire. Mais la voix du bailli (« Albert est de retour ! ») brise l'idylle, au désespoir de Werther (« J'en mourrai, Charlotte ! »), qui apprend que celle qu'il aime a promis à sa mère mourante d'épouser Albert.

### Acte II: Les Tilleuls
À l'automne, trois mois plus tard, Johann et Schmidt, devant l'auberge, boivent à la santé du pasteur qui fête ses noces d'or au temple. Parmi les invités se trouvent Albert et Charlotte, mariés depuis trois mois, ainsi que Werther, qui souffre de la perte de Charlotte (« Un autre est son époux »). À la sortie de l'office, Albert puis Sophie (« Du gai soleil ») tentent de consoler Werther, mais celui-ci refuse l'invitation à danser de la jeune fille et assure Albert de son amitié. Il cherche à parler à Charlotte et évoque leur premier soir romantique. Charlotte lui rappelle alors ses devoirs de femme mariée et le prie de ne pas la revoir pendant quelque temps tout en lui fixant rendez-vous à Noël. L'idée du suicide vient à l'esprit du jeune homme (« Lorsque l'enfant revient d'un voyage »). Il annonce son départ définitif à Sophie, qui éclate en sanglots, tandis qu'Albert, voyant la réaction de Charlotte, comprend les sentiments de Werther.

### Acte III: Charlotte et Werther
À la veille de Noël, Charlotte relit encore une fois les lettres de Werther : l'orchestre évoque de façon très expressive les divers sentiments exprimés par cette correspondance dans l'« air des lettres ». L'irruption de Sophie ne fait qu'aggraver la tristesse de la jeune femme (« Va ! laisse couler mes larmes »). Sophie lui demande de venir fêter Noël avec la famille en l'absence d'Albert et tente de la réconforter. Désespérée, Charlotte se met à prier lorsque Werther paraît. Le souvenir des poèmes d'Ossian (« Pourquoi me réveiller, ô souffle du printemps ! ») et de leur bonheur passé ranime la passion du jeune homme, qui croit voir dans l'attitude de Charlotte l'aveu de son amour, et la pousse à céder à ses avances. L'espace d'un instant, il la prend dans ses bras, mais Charlotte, prenant conscience de son geste, s'enfuit. Werther est désormais résolu à en finir (« Charlotte a dicté mon arrêt »). Albert, en rentrant chez lui, trouve la chambre vide, puis son épouse bouleversée. Un domestique apporte une lettre de Werther dans laquelle celui-ci annonce son départ pour un long voyage et demande à Albert de lui prêter ses pistolets. D'un ton froid, le mari ordonne à sa femme de remettre au domestique la boîte qui les contient. Charlotte comprenant la situation se précipite au-dehors pour tenter d'arrêter le destin.

### Acte IV
1er tableauLa Nuit de Noël
Ce tableau est constitué uniquement d'un interlude symphonique évoquant la nuit de Noël.
2e tableauLa Mort de Werther
Werther gît dans son cabinet de travail, mortellement blessé, mais encore vivant. Charlotte se précipite et pour la première fois avoue son amour au jeune homme. L'émotion de la scène est renforcée par le chant en coulisse des enfants du bailli (« Noël ! Noël ! Noël ! »), que Werther considère comme le signe de la rédemption divine. Dans un dernier monologue triste et serein (« Là-bas, au fond du cimetière »), Werther expire en demandant à Charlotte de pleurer sur sa tombe.

## Distribution et créateurs
| Rôle                                                                               | Tessiture          | Création : Opéra impérial, Vienne 16 février 1892 (en allemand) | Création française : Opéra-Comique, Paris 16 janvier 1893 |
| ---------------------------------------------------------------------------------- | ------------------ | --------------------------------------------------------------- | --------------------------------------------------------- |
| Le Bailli, père de Charlotte                                                       | basse              | Mayerhofer                                                      | Thierry                                                   |
| Charlotte, fille aînée du bailli, 20 ans                                           | mezzo-soprano      | Marie Renard                                                    | Marie Delna                                               |
| Sophie, sa sœur, 15 ans                                                            | soprano            | Ellen Foster-Brandt                                             | Jeanne Laisné                                             |
| Werther, jeune poète, 23 ans                                                       | ténor              | Ernest Van Dyck                                                 | Guillaume Ibos                                            |
| Albert, fiancé de Charlotte, 25 ans                                                | baryton            | Fritz Neidl                                                     | Max Bouvet                                                |
| Schmidt, ami du Bailli                                                             | ténor              | Schlittenhelm                                                   | Barnolt                                                   |
| Johann, ami du Bailli                                                              | baryton            | Felix                                                           | Artus                                                     |
| Bruhlmann, jeune homme                                                             | ténor              | Stoll                                                           | Éloi                                                      |
| Kätchen, jeune fiancée de Bruhlmann                                                | mezzo-soprano      | Carlona                                                         | Domingue                                                  |
| Fritz, Max, Hans, Karl, Gretel et Carla, enfants du bailli                         | sopranos enfants   |                                                                 |                                                           |
| Un petit paysan, un domestique, habitants du bourg de Wetzlar, invités, ménétriers | rôles muets        |                                                                 |                                                           |
| Direction musicale                                                                 | Direction musicale | Wilhelm Jahn                                                    | Jules Danbé                                               |

## Orchestration
| Instrumentation de Werther                                                                 |
| Cordes                                                                                     |
| premiers violons, seconds violons, altos, violoncelles, contrebasses                       |
| Bois                                                                                       |
| 2 flûtes, 1 piccolo, 2 hautbois, 1 cor anglais, 2 clarinettes, 1 saxophone alto, 2 bassons |
| Cuivres                                                                                    |
| 4 cors, 2 cornets à pistons, 3 trombones, 1 tuba                                           |
| Percussions                                                                                |
| timbales, grosse caisse, triangle, tambourin, tam-tam, machine à vent                      |
| Autres instruments                                                                         |
| 1 harpe, 1 orgue, 1 clavier de timbres                                                     |

## Adaptation du roman

### Modifications des personnages
De nombreuses modifications ont été apportées au roman épistolaire de Goethe dans cette adaptation. En effet, Albert, présenté dans le roman comme un grand ami de Werther, prend dans l'opéra de Massenet des traits plus sombres, confident dans le récit, il devient le méchant dans la pièce. De même, le personnage de Charlotte prend un rôle beaucoup plus important chez Massenet qu'elle n'en a chez Goethe. En effet, le roman épistolaire ne laisse voir que les sentiments, perceptions et réflexion du jeune homme et les sentiments de Charlotte ne traversent le papier qu'à travers la vision de Werther, tandis que l'opéra est beaucoup plus construit autour du couple Charlotte/Werther, ce pourquoi on peut le concevoir comme une succession de quatre duos de ces protagonistes, durant lesquels est beaucoup plus perceptible l'évolution de Charlotte, qui de la jeune fille candide devient une grande héroïne avouant sa flamme à un Werther expirant, que celle de celui-ci ; alors que le troisième duo, après un instant d'abandon de Charlotte à la suite des mots émouvants de Werther se clôt une fois de plus par un froid refus comme les deux précédents, le quatrième voit enfin l'amour de Charlotte se révéler.

### Un Werther dans l'esprit romantique

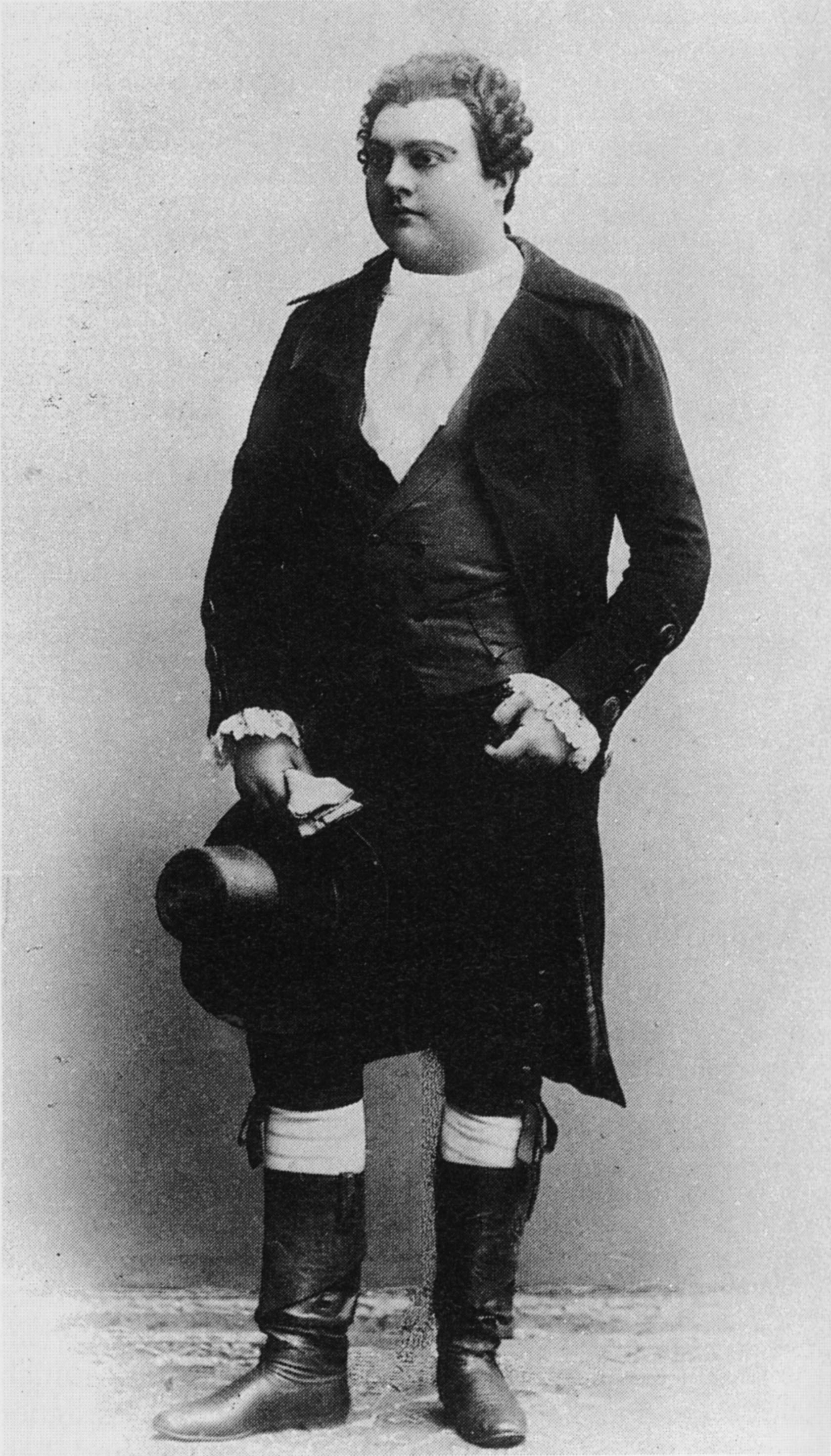
Ernest Van Dyck dans le rôle de Werther

Cependant, le personnage de Werther dans l'œuvre de Massenet est l'exact reflet du héros romantique du roman de Goethe. Dans un environnement très simple marqué par des sentiments bourgeois et simples, Werther apparait comme particulièrement détonant dès ses premiers airs à la nature au milieu de scène quotidiennes et simples, telles la répétition du cantique de Noël, la fête à l'auberge ou le bal ; il ne peut trouver le bonheur dans une vie simple et vertueuse, loin de Charlotte qu'il ne peut atteindre. En cela, l'opéra respecte l'homme qui apparaît dans ses lettres caractéristiques du mouvement romantique, par la forte présence de la nature, de la mélancolie et l'insatisfaction perpétuelle qui s'y lit.

« Que je suis à plaindre, Wilhelm ! j'ai perdu tout ressort, et je suis tombé dans un abattement qui ne m'empêche pas d'être inquiet et agité. Je ne puis rester oisif, et cependant je ne puis rien faire. Je n'ai aucune imagination, aucune sensibilité pour la nature, et les livres m'inspirent du dégoût. Quand nous nous manquons à  nous-mêmes, tout nous manque. »

— Les Souffrances du jeune Werther, Goethe, livre I, lettre du 22 août

« Pourquoi me réveiller, ô souffle du printemps?

Demain dans le vallon viendra le voyageur

Se souvenant de ma gloire première...

Et ses yeux vainement chercheront ma splendeur,

Ils ne trouveront plus que deuil et que misère ! Hélas ! »

— Werther (acte III, sc. 3)

## Discographie
- 1931 : Georges Thill, Ninon Vallin, Élie Cohen (dir.) - EMI
- 1952 : Charles Richard, Suzanne Juyol, Georges Sébastian (dir.) - Urania
- 1964 : Albert Lance, Rita Gorr, Jésus Etcheverry (dir.) - Accord
- 1968 : Nicolai Gedda, Victoria de Los Angeles, Georges Prêtre (dir.) - EMI
- 1979 : Alfredo Kraus, Tatiana Troyanos, Michel Plasson (dir.) - EMI
- 1979 : Placido Domingo, Elena Obraztsova, Riccardo Chailly (dir.) - Deutsche Grammophon
- 1981 : José Carreras, Frederica von Stade, Colin Davis (dir.) - Philips
- 1995 : Jerry Hadley, Anne Sofie von Otter, Kent Nagano (dir.) - Erato
- 1999 : Roberto Alagna, Angela Gheorghiu, Antonio Pappano (dir.) - EMI
- 2002 : Marcus Haddock, Béatrice Uria-Monzon, Jean-Claude Casadesus (dir.) - Naxos

DVD
- 2004 : Thomas Hampson, Susan Graham, Sandrine Piau, Stéphane Degout, Orchestre national du Capitole de Toulouse, Michel Plasson (dir.) - Virgin Classics - version pour baryton
- 2010 : Jonas Kaufmann, Sophie Koch, Orchestre de l'Opéra national de Paris, Michel Plasson (dir.), Benoît Jacquot (mise en scène) - Decca